# Landsmannschaft Hasso-Borussia Marburg
Koordinaten: 50° 48′ 55″ N, 8° 46′ 2,8″ O
Die Landsmannschaft Hasso-Borussia ist eine Studentenverbindung in der Universitätsstadt Marburg an der Lahn. Die Farben der Landsmannschaft sind schwarz-weiß-hellblau. Der Wahlspruch lautet: Einigkeit macht stark! Das Verbindungshaus befindet sich im Friedrich-Siebert-Weg 1 auf der Augustenruhe, gegenüber dem Marburger Schloss und oberhalb der Ketzerbach und der Elisabethkirche.
Die Verbindung ist als pflichtschlagende Korporation Mitglied im Dachverband der Landsmannschaften und Turnerschaften an deutschsprachigen Hochschulen, dem Coburger Convent. Des Weiteren ist die Verbindung Mitglied im Silberkartell.

## Geschichte
Ursprünglich als pharmazeutisch-naturwissenschaftlicher Verein „Pharmacia“ 1856 von Friedrich Siebert gegründet, änderte sie im Jahre 1891 ihren Vereinsnamen in Landsmannschaft Hasso-Borussia (dt.: Hessen-Preußen). Um 1900 unterhielt sie ein Paukverhältnis mit der dem VC angehörenden Turnerschaft Philippina. Hasso-Borussia war Anfang der 1930er Jahre mit über 600 lebenden Mitgliedern die größte Landsmannschaft in der Deutschen Landsmannschaft (DL).
Wie alle Studentenverbindungen musste Hasso-Borussia im Nationalsozialismus ihren Aktivenbetrieb einstellen. Das Marburger SS-Mannschaftshaus wurde auf das Hessen-Preußen-Haus verlegt. Die Verbindung wurde infolge in die Kameradschaft Deutschritter des NS-Studentenbundes überführt, in der Traditionen der Hasso-Borussia weitergepflegt wurden.

## Bekannte Mitglieder
- Franz Bachér (1894–1987), Chemiker und Hochschullehrer
- Bernhard Braun (1906–1993), Arzt, Chemiker und Unternehmer
- Theodor Dietrich (1833–1917), Agrikulturchemiker
- Peter Ehlers (* 1943), Präsident des Bundesamtes für Seeschifffahrt und Hydrographie (BSH)
- Johannes Gadamer (1867–1928), Pharmazeutischer Chemiker
- Wolfgang Heuer (1909–?), Apotheker und Politiker
- Otto Hoyer (1883–1949), Fabrikant und Kommunalpolitiker
- Werner Leich (1927–2022), Landesbischof der evangelisch-lutherischen Kirche in Thüringen
- Franz Melde (1832–1901), Physiker
- Ferdinand Sauerbruch (1875–1951), Arzt und Chirurg (ausgetreten)
- Friedrich Siebert (1831–1918), Apotheker und Ehrenbürger Marburgs
- Siegfried Trotnow (1941–2004), Gynäkologe und Reproduktionsmediziner
- Julius Wilhelm Albert Wigand (1821–1886), Botaniker
- Klaus-Peter Jünemann (1956–2023), Urologe